# Allgemeine Armenanstalt (Hamburg)

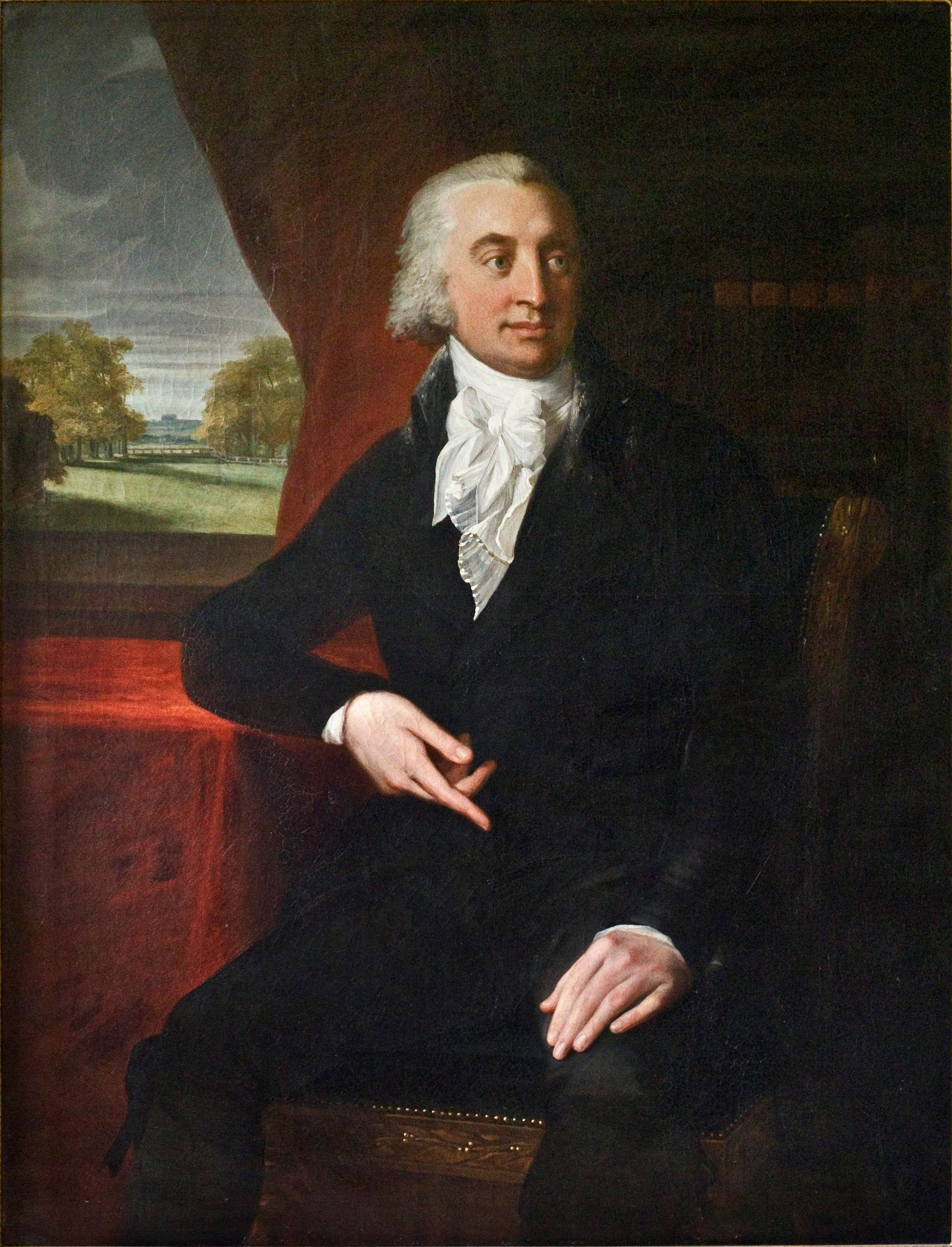
Caspar Voght Begründer der Allgemeinen Armenanstalt
(Gemälde von Jean-Laurent Mosnier, 1801)

Die Hamburger Allgemeine Armenanstalt war eine Organisation der Armenfürsorge und Armenpflege in Hamburg. Sie ging 1920 im neu geschaffenen Wohlfahrtsamt (heute: Behörde für Arbeit, Soziales, Familie und Integration) auf, ihr einstiges Vermögen in der bis heute bestehenden und von der Behörde verwalteten Stiftung Spezialfonds.

## Zweck
Die Allgemeine Armenanstalt garantierte die medizinische Versorgung der Armen, ihre Unterstützung während der Schwangerschaft und Entbindung sowie Unterricht und Arbeit für die Kinder der Armen. Im Gegensatz zu der bisher unter moralisch-sittlichen Aspekten betriebenen kirchlichen Armenpflege setzte die Reform bei den konkreten wirtschaftlichen Bedürfnissen der Betroffenen an. Die Kosten des Unternehmens wurden aus Spenden in Kirchen und aus wöchentlich stattfindenden Armensammlungen aufgebracht. In der Folge sank die Zahl der Insassen des Hamburger Werk- und Zuchthauses drastisch ab.

## Gründung
Die Allgemeine Armenanstalt wurde 1788 von dem Kaufmann Caspar Voght, dem Leiter der Handelsakademie Johann Georg Büsch und dem Juristen Johann Arnold Günther initiiert. Bereits 1770 war Voght mit dem Gefängniswesen in Kontakt gekommen, als er den englischen Gefängnisreformator John Howard im Auftrag und als Stellvertreter seines Vaters durch das Hamburger Zuchthaus geführt hatte. Seither hatte er ein großes Interesse an Fragen des Armen- und Gefängniswesens.

## Organisation

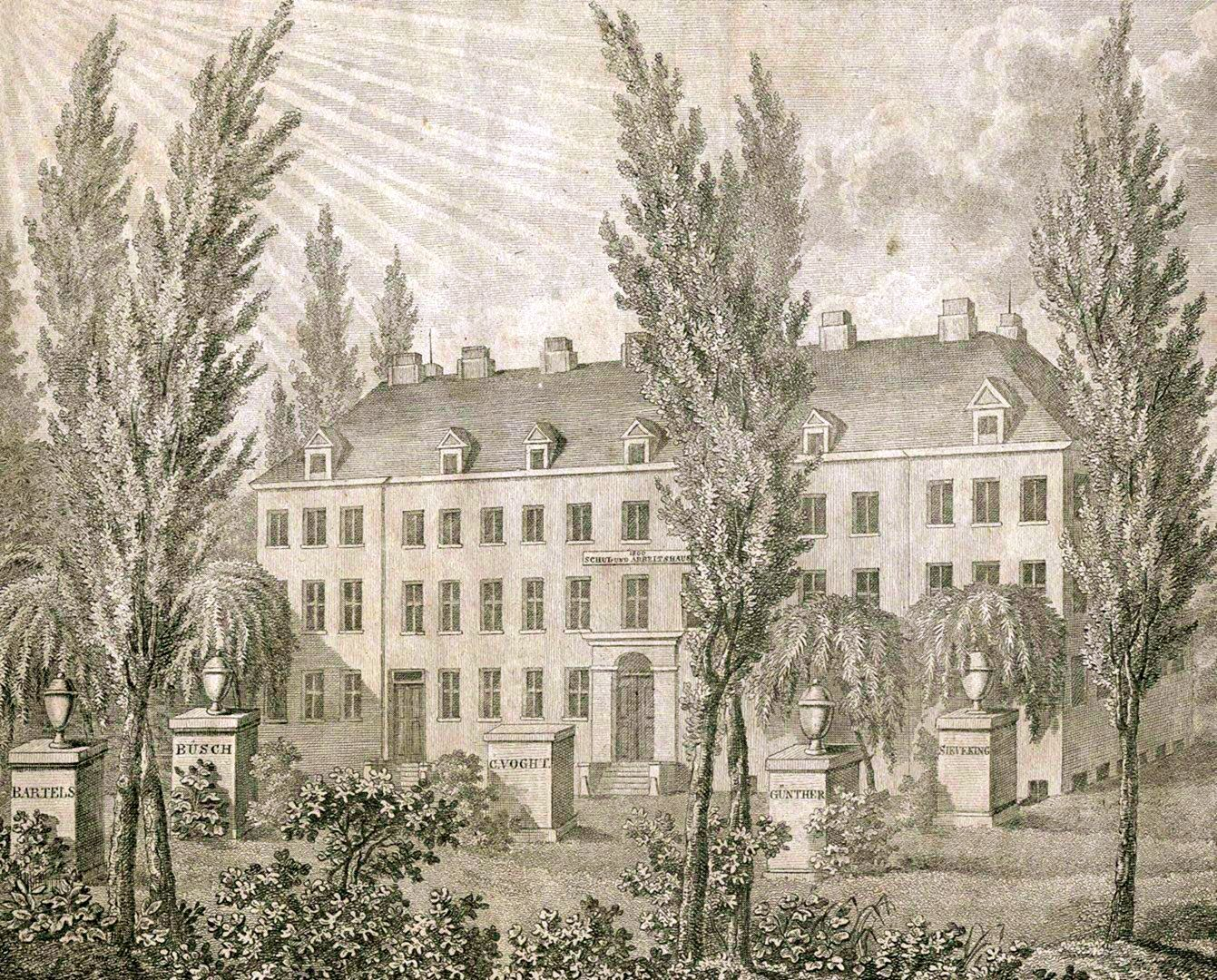
Hamburger Schul- und Arbeitshaus –
auf Säulenstümpfen die Namen der Gründer:
Bartels, Büsch, Voght, Günther, Sieveking
(Stahlstich von L. Wolf, 1805)

Das oberste Organ der Allgemeinen Armenanstalt war das Große Armenkollegium. Ihm gehörten an sieben Mitglieder des Rate bzw. Senats der Stadt Hamburg, zwei Mitglieder des Kollegiums der Oberalten, die 21 Vorsteher der Armenbezirke, die Gotteskastenverwalter und die Provisoren (Verwalter) der Armenhäuser.
Das Kleine Armenkollegium setzte sich aus denselben Mitgliedern, jedoch ohne die Gotteskastenverwalter und die Provisoren zusammen.
Das Armenkollegium hatte als Unterorganisationen verschiedene Deputationen, denen spezielle Aufgaben der Armenfürsorge zugeteilt waren.
So hatte der Schulconvent die Aufsicht über den Unterricht für die Armen. Dieser betreute vier Schulquartiere. Jedes Quartier hatte einen Prediger, der die seinem Bezirk angehörigen Schulen beaufsichtigte. Auf diese Weise wurden 1827 2600 Kinder unentgeltlich unterrichtet, die Lehrer wurden über die Schulanstalt der Prediger besoldet.
Die Stadt war in sechs Hauptbezirke eingeteilt, die ein Armenherr und zwei Bezirksvorsteher leiteten. Die Hauptbezirke unterteilten sich in jeweils zwölf Quartiere, die von jeweils zwei Armenpflegern betreut wurden. Jeder Bezirk verfügte über mindestens einen Armenarzt, mindestens einen Armenwundarzt und mehrere Armenapotheker. Es gab ein alphabetisches Verzeichnis aller Gassen, Twieten, und Gänge der Stadt und der Vorstadt St. Georg mit Angabe des Armenbezirks und des Armenquartiers, zu welchem sie gehörten.
„Alle Ehrenämter bei der Armen=Anstalt, die der Vorsteher, Pfleger etc., werden völlig unentgeltlich verwaltet; – obgleich viele derselben mit ungemeiner Mühwaltung verbunden sind.“

## Überregionale Vorbildwirkung
Voghts Erfolge bei der Bekämpfung der Armut wirkten weit über Hamburg hinaus. 1801 rief ihn der Kaiser nach Wien, um sich von dessen Maßnahmen berichten und Vorschläge für eine Reform des Wiener Armenwesens unterbreiten zu lassen. Für seine Verdienste verlieh er Voght den Titel eines Reichsfreiherrn und erhob ihn damit in den Adelsstand. Während eines Aufenthaltes in Berlin im Winter 1802/03 verfasste Voght auf Bitten des preußischen Königs Friedrich Wilhelm III. Gutachten über das Berliner Armenwesen. Im Zuge eines mehrmonatigen Aufenthalts in Paris im Jahre 1807 erstellte er im Auftrag des französischen Innenministeriums Gutachten über den Zustand der Pariser Armen-, Waisen- und Entbindungshäuser und Gefängnisse. Darüber hinaus reformierte er das Armenwesen in Marseille und Lyon und schickte seine Reformkonzepte nach Lissabon und Porto.
Die Allgemeine Armenanstalt in Elberfeld folgte 1800 dem Beispiels Hamburgs, musste aber wegen zu geringen Spendenaufkommens 1816 wieder schließen.